# William Bigler
William Bigler, född 1 januari 1814 i Shiremanstown, Pennsylvania, död 9 augusti 1880 i Clearfield, Pennsylvania, var en amerikansk demokratisk politiker. Han var guvernör i Pennsylvania 1852–1855 och ledamot av USA:s senat från Pennsylvania 1856–1861. Äldre brodern John Bigler var guvernör i Kalifornien samtidigt som William Bigler var guvernör i Pennsylvania.
Bigler grundade 1833 tidningen Clearfield Democrat. I 1851 års guvernörsval i Pennsylvania besegrade han whigpartiets kandidat, den sittande guvernören William F. Johnston.
Biglers grav finns på Hillcrest Cemetery i Clearfield.